# Rombicosidodecaedro tridiminuito
In geometria solida, il rombicosidodecaedro tridiminuito è un poliedro con 32 facce che può essere costruito, come intuibile dal suo nome, diminuendo un rombicosidodecaedro sottraendogli tre delle cupole pentagonali non adiacenti che possono essere individuate sulla sua superficie.

## Caratteristiche
Il rombicosidodecaedro tridiminuito è uno dei 92 solidi di Johnson, in particolare quello indicato come J83, ossia un poliedro strettamente convesso avente come facce dei poligoni regolari ma comunque non appartenente alla famiglia dei poliedri uniformi, ed è il diciannovesimo di una serie di diciannove solidi archimedei modificati tutti facenti parte dei solidi di Johnson.
Per quanto riguarda i 45 vertici di questo poliedro, su 30 di essi incidono una faccia decagonale, una pentagonale e una quadrata, mentre sui restanti 15 incidono una faccia pentagonale, due quadrate e una triangolare.

## Formule
Considerando un rombicosidodecaedro tridiminuito avente come facce dei poligoni regolari aventi lato di lunghezza {\displaystyle a}, le formule per il calcolo del volume {\displaystyle V} e della superficie {\displaystyle A} risultano essere:
{\displaystyle V={\frac {a^{3}}{6}}\left(105+46{\sqrt {5}}\right)\approx 34,6431878\ldots a^{3};}
{\displaystyle A={\frac {a^{2}}{4}}\left(60+5{\sqrt {3}}+\left(30+9{\sqrt {5}}\right){\sqrt {5+2{\sqrt {5}}}}\right)\approx 55,7319866\ldots a^{2}.}

## Poliedri correlati
Il rombicosidodecaedro tridiminuito può essere aumentato facendo combaciare con una o più delle sue facce decagonali la base di una o più cupole pentagonali, formando, a seconda della posizione e del numero delle facce coinvolte un rombicosidodecaedro parabidiminuito, un rombicosidodecaedro metabidiminuito e un rombicosidodecaedro diminuito, tutti e tre facenti a loro volta parte dei solidi i Johnson.